# ایالات متحده آمریکا در المپیک تابستانی ۱۹۰۰
ایالات متحده آمریکا در بازی‌های المپیک تابستانی ۱۹۰۰ که در پاریس فرانسه برگزار شد، با ۷۵ ورزشکار شرکت نمود و موفق به کسب ۴۷ مدال (۱۹ طلا، ۱۴ نقره، ۱۴ برنز) شد که در رتبه ۲ مسابقات قرار گرفت.